# 基督城體育館
基督城體育館是一座位於紐西蘭基督城的室內體育館。它經歷了一系列更名，其中最近的一次是在現名之前是Horncastle體育館。

## 歷史
建築公司查爾斯·魯尼公司興建了體育館。

## 以此為主場的隊伍
- 坎特伯雷公羊（英语：Canterbury Rams） 1999–2007[2]
- 坎特伯雷火焰（英语：Canterbury Flames） 2002–2007
- Mainland Tactix 2008–至今

## 外部連結
- Venues Ōtautahi – venue manager （页面存档备份，存于） for Christchurch Arena. Lists upcoming events and allows to take a virtual tour of the Arena